# Nauvoo, Illinois
Nauvoo är en småstad vid Mississippifloden i Hancock County, Illinois i USA. Staden hade en befolkning på 1 063 vid folkräkningen år 2000. Staden är en historiskt viktig plats för Sista dagars heliga-rörelsen. Staden och dess omgivningar är listad i National Register of Historic Places som "Nauvoo Historic District".
Området beboddes ursprungligen av USA:s ursprungsbefolkning men under 1820-talet började nybyggare bosätta sig på platsen och den nya staden fick namnet Commerce. 1839 anlände mormoner till Commerce efter att de tvingats fly från Missouri. De köpte området och rörelsens grundare Joseph Smith döpte om staden till "Nauvoo" från ett hebreiskt ord i Jesaja 52:7. De byggde upp staden och antalet invånare växte stadigt till runt 12 000 vilket var jämförbart med Springfield och Quincy och inte mycket mindre än Chicago. Mormonernas ökade politiska inflytande i området mötte motstånd och Smith dödades i den näraliggande staden Carthage 1844. Motståndet mellan mormonerna och övrig lokalbefolkning utvecklades till stridigheter mellan lokal milis och mormonernas milisgrupp Nauvoo Legion och slutade med att mormonerna fick lämna platsen och bege sig västerut (under ledning av Brigham Young grundade de Salt Lake City i nuvarande delstaten Utah). Smiths änka Emma Hale Smith bodde dock kvar i Nauvoo och parets son Joseph Smith III grundade där senare Reorganiserade Jesu Kristi Kyrka av Sista Dagars Heliga.
1849 anlände Étienne Cabet till Nauvoo och grundade där en utopisk socialistisk koloni. Även dessa mötte motstånd från lokalbefolkningen och lämnade Nauvoo 1856.
Dagens Nauvoo är en liten stad som dock lockar många besökare, främst mormoner, på grund av sin historiska betydelse. Mormonernas tempel i Nauvoo förstördes efter en anlagd brand 1848 och en tornado en tid senare, men ett nytt tempel, med likadan exteriör, har byggts på platsen och invigdes 2002.

## Bilder

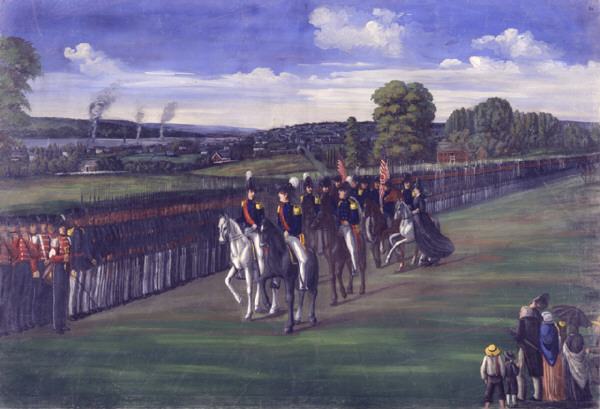
Joseph Smith inspekterar Nauvoo Legion, målning av C.C.A. Christensen
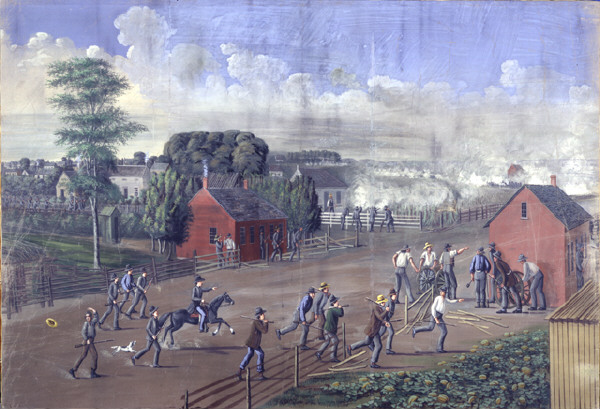
Stridigheter mellan mormonerna och lokalbefolkning, av C.C.A. Christensen
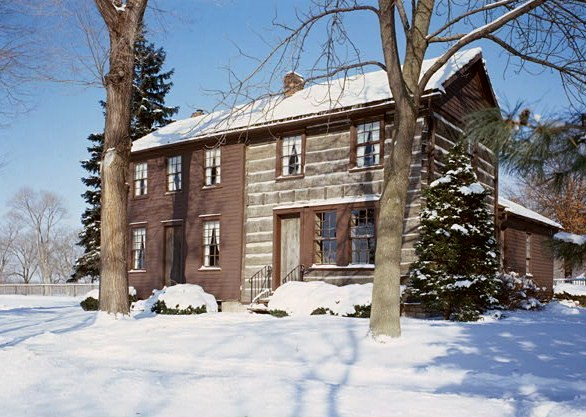
Joseph Smiths hus i Nauvoo
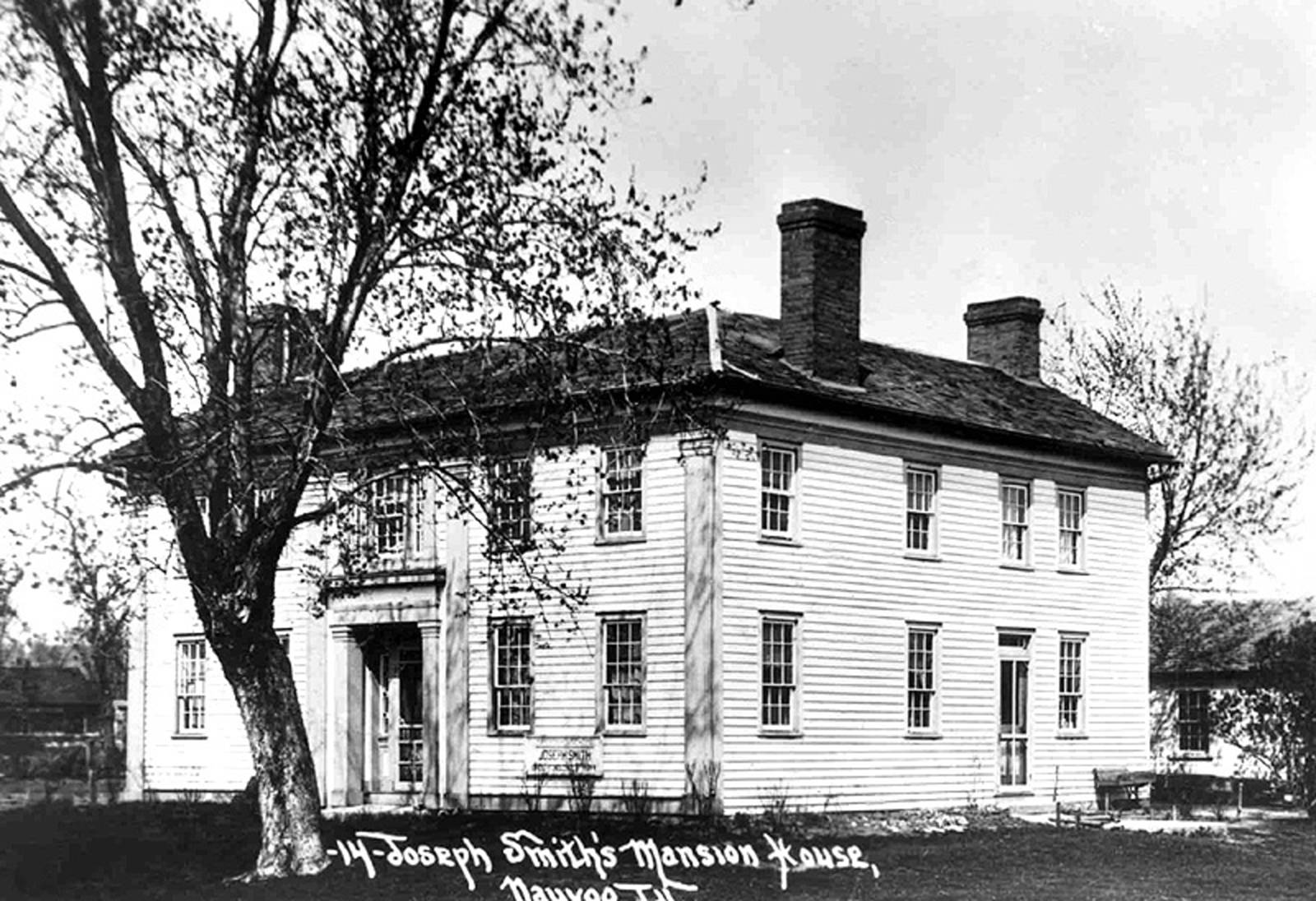
Joseph Smiths hus nr 2 i Nauvoo ca. 1840
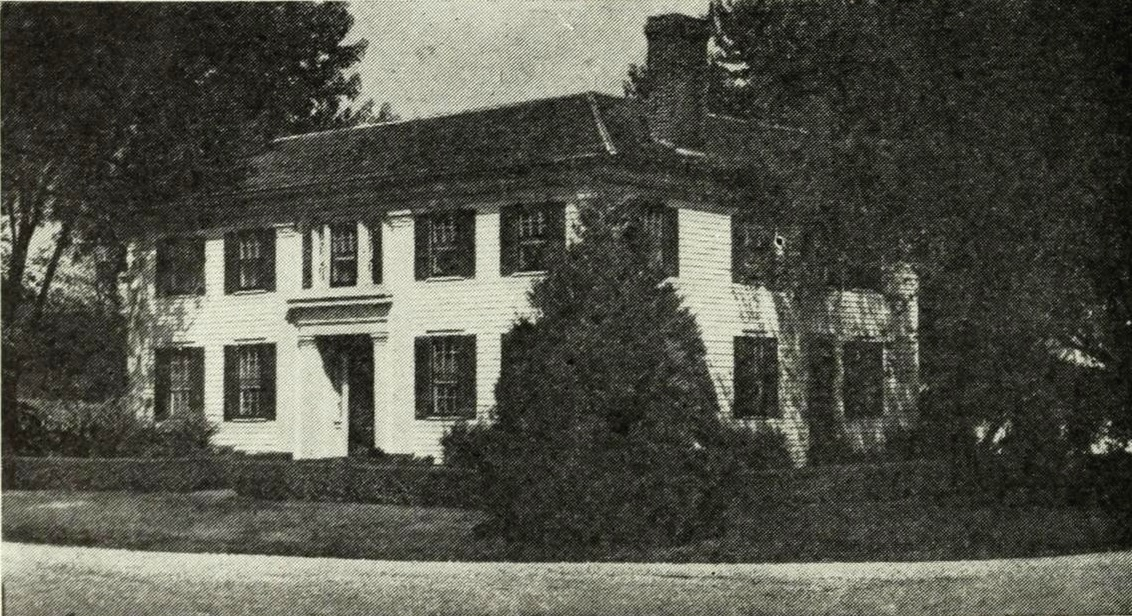
Joseph Smiths hus nr 2 i Nauvoo 1946
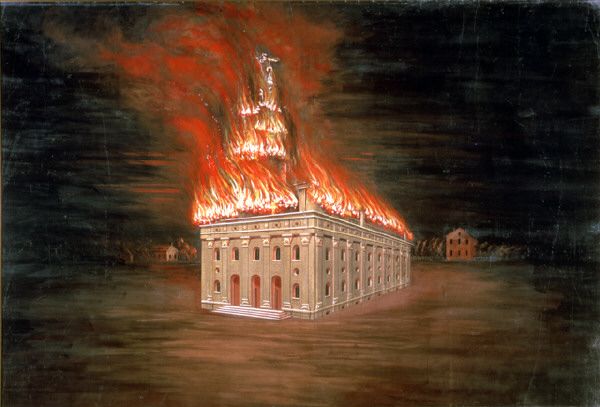
Templet i Nauvoo brinner, av C.C.A. Christensen
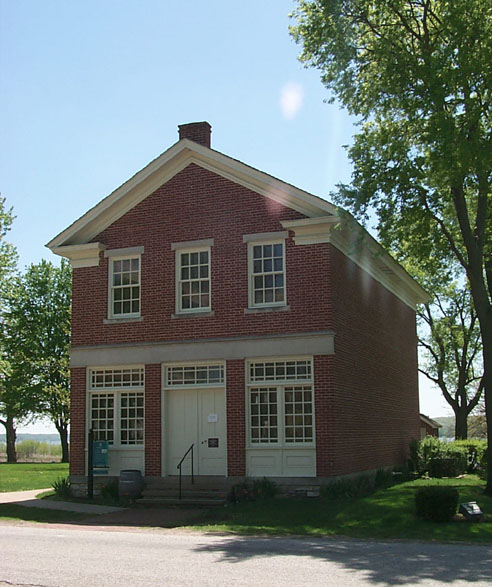
Red Brick Store. Butik ägd av Joseph Smith och under en tid kyrkans högkvarter
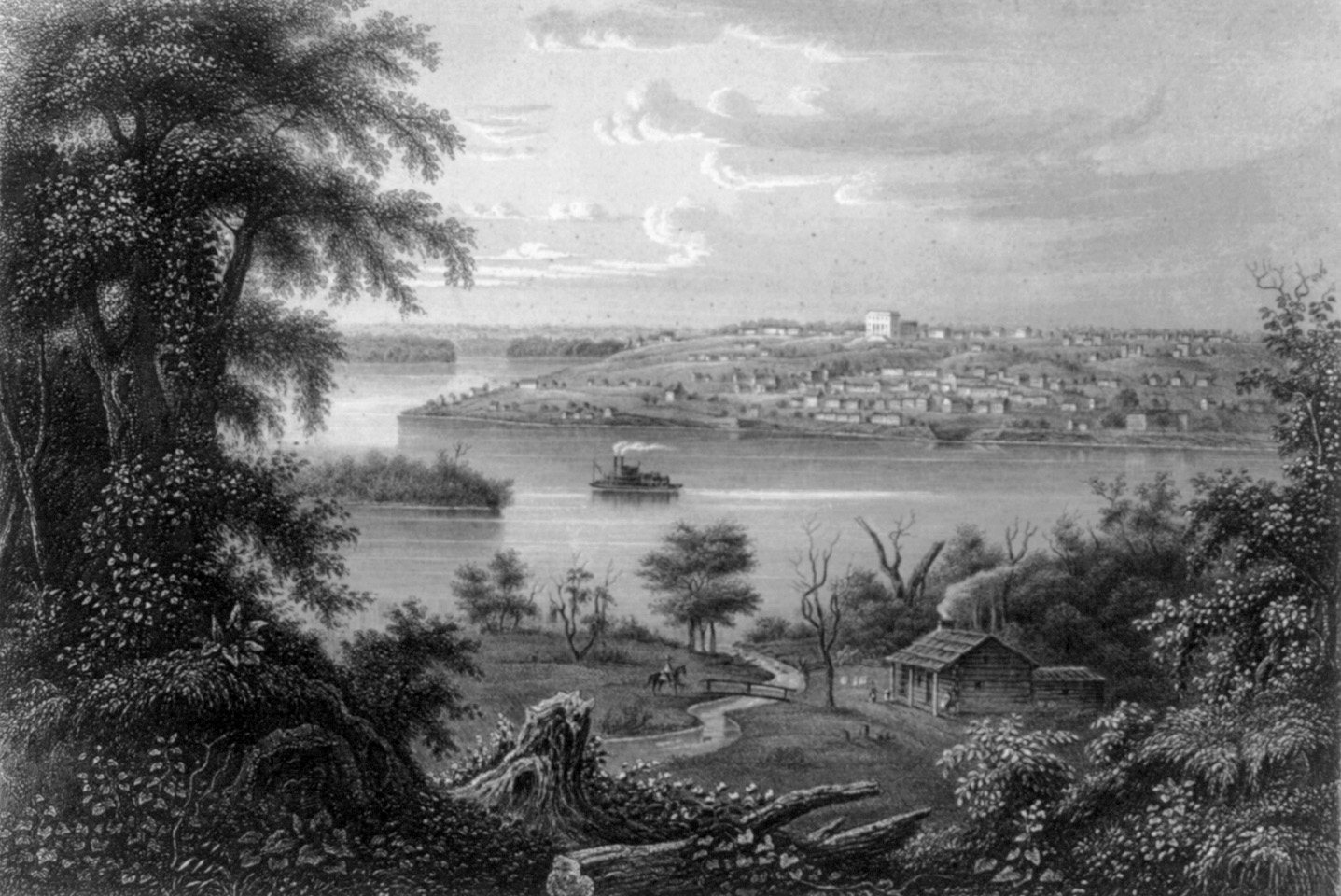
Gravyr, ca 1855
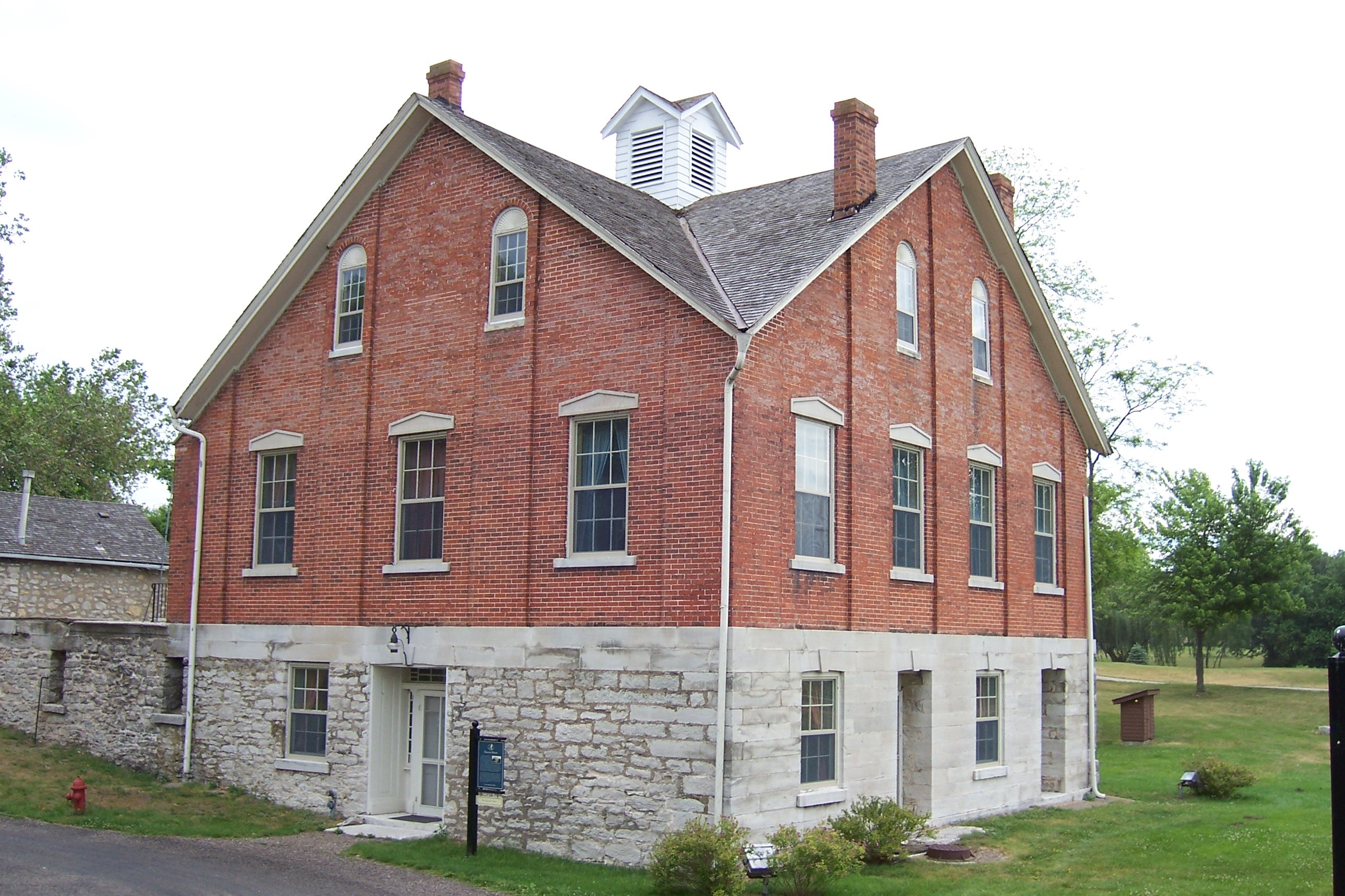
Nauvoo House, hotell som började byggas av mormonerna men lämnades ofärdig när de lämnade staden. Färdigställdes senare av Emma Smiths nya make.